# Некрасовський (Тоцький район)
Некра́совський (рос. Некрасовский) — селище у складі Тоцького району Оренбурзької області, Росія.

## Населення
Населення — 125 осіб (2010; 164 у 2002).
Національний склад (станом на 2002 рік):
- росіяни — 49 %
- татари — 27 %